# Giovanni Minuzzo
Giovanni Minuzzo (nascido na Itália — falecido entre 1094 e 1099) foi um cardeal italiano e legado papal da Igreja Católica.

## Biografia
No consistório de 1061, foi criado cardeal-presbítero de Santa Maria além do Tibre pelo Papa Nicolau II.
Foi legado papal do Papa Alexandre II em Milão, na Itália e em 1070, na Inglaterra. Foi nomeado bispo de Labico antes de 13 de novembro de 1073.
Ele morreu depois de abril de 1094, data em que é mencionado em um documento pela última vez, provavelmente durante o mesmo ano, certamente antes de 14 de agosto de 1099, data em que seu sucessor aparece nos documentos pela primeira vez.